# N.E.C. in het seizoen 1969/70
Het seizoen 1969/1970 was het 16e jaar in het bestaan van de Nijmeegse betaaldvoetbalclub N.E.C.. De club kwam uit in de Eredivisie en eindigde daarin op de 11e plaats. Tevens deed de club mee aan het toernooi om de KNVB Beker, hierin werd in de eerste ronde verloren van Elinkwijk (0–1).

## Wedstrijdstatistieken

### Eredivisie
|       | ADO   | Ajax  | AZ '67 | DOS   | DWS   | Feijenoord | Go Ahead | Haarlem | Holland Sport | GVAV  | MVV   | NAC   | PSV   | Sparta | SVV   | Telstar | FC Twente '65 |
| ----- | ----- | ----- | ------ | ----- | ----- | ---------- | -------- | ------- | ------------- | ----- | ----- | ----- | ----- | ------ | ----- | ------- | ------------- |
| Thuis | 0 – 3 | 0 – 0 | 1 – 0  | 1 – 0 | 1 – 0 | 0 – 2      | 1 – 1    | 0 – 2   | 0 – 0         | 3 – 1 | 0 – 0 | 1 – 0 | 1 – 1 | 2 – 4  | 4 – 0 | 1 – 1   | 1 – 1         |
| Uit   | 0 – 0 | 2 – 1 | 1 – 1  | 1 – 0 | 1 – 1 | 0 – 0      | 1 – 1    | 0 – 1   | 2 – 1         | 2 – 0 | 1 – 1 | 0 – 0 | 2 – 2 | 3 – 1  | 4 – 2 | 0 – 1   | 3 – 1         |

### KNVB Beker
| 1e ronde                                             | Elinkwijk           | 1 – 0 (0 – 0) | N.E.C. |
| 19 oktober 1969 Plaats: Utrecht Amsterdamsestraatweg | Jan Groenendijk 71' |               |        |

### Intertoto Cup
| Groep 4                                                    | N.E.C.                                          | 1 – 1 (0 – 0)    | Jednota Žilina                               |
| 28 juni 1969 Plaats: Nijmegen Goffertstadion               | Miel Pijs 55'                                   | Wedstrijdverslag | 70' Štefan Slezák                            |
| Groep 4                                                    | N.E.C.                                          | 2 – 0 (0 – 0)    | AC Bellinzona                                |
| 5 juli 1969 Plaats: Nijmegen Goffertstadion                | Henk Vleeming 68' Jürgen Jendrossek 89'         | Wedstrijdverslag |                                              |
| Groep 4                                                    | Örebro SK                                       | 1 – 1 (1 – 1)    | N.E.C.                                       |
| 12 juli 1969 Plaats: Örebro Behrn Arena                    | Leif Eriksson 39'                               | Wedstrijdverslag | 35' Jürgen Jendrossek                        |
| Groep 4                                                    | Jednota Žilina                                  | 2 – 1 (0 – 1)    | N.E.C.                                       |
| 18 juli 1969 Plaats: Žilina Štadión pod Dubňom             | Štefan Slezák 55' Pavol Bencz 75'               | Wedstrijdverslag | Frans Eggenkamp                              |
| Groep 4                                                    | AC Bellinzona                                   | 3 – 3 (2 – 2)    | N.E.C.                                       |
| 26 juli 1969 Plaats: Bellinzona Stadio Comunale Bellinzona | Raffaële Nembrini 27' Vladimir Lukarić 43', 89' | Wedstrijdverslag | 3', 67' Henny Oosterveld 44' Lambert Verdonk |
| Groep 4                                                    | N.E.C.                                          | 0 – 0            | Örebro SK                                    |
| 2 augustus 1969 Plaats: Nijmegen Goffertstadion            |                                                 | Wedstrijdverslag |                                              |

## Statistieken N.E.C. 1969/1970

### Eindstand N.E.C. in de Nederlandse Eredivisie 1969 / 1970
| Stand | Gespeeld | Gewonnen | Gelijk | Verloren | Punten | Doelpunten voor | Doelpunten tegen |
| ----- | -------- | -------- | ------ | -------- | ------ | --------------- | ---------------- |
| 11e   | 34       | 8        | 15     | 11       | 31     | 31              | 39               |

### Topscorers
| #      | Naam              | Goal |
| ------ | ----------------- | ---- |
| 1.     | Jürgen Jendrossek | 15   |
| 2.     | Lambert Verdonk   | 3    |
| 2.     | Henk Vleeming     | 3    |
| 2.     | Ben Werts         | 3    |
| 5.     | Wim Meijers       | 2    |
| 5.     | Henny Oosterveld  | 2    |
| 7.     | Herbert Bönnen    | 1    |
| 7.     | Piet Kamps        | 1    |
| 7.     | Miel Pijs         | 1    |
| Totaal | Totaal            | 31   |

| #      | Naam        | Goal |
| ------ | ----------- | ---- |
| –      | Geen speler | 0    |
| Totaal | Totaal      | 0    |

| #      | Naam              | Goal |
| ------ | ----------------- | ---- |
| 1.     | Jürgen Jendrossek | 2    |
| 1.     | Henny Oosterveld  | 2    |
| 3.     | Frans Eggenkamp   | 1    |
| 3.     | Miel Pijs         | 1    |
| 3.     | Lambert Verdonk   | 1    |
| 3.     | Henk Vleeming     | 1    |
| Totaal | Totaal            | 8    |

## Voetnoten
ADO ·
Ajax ·
AZ '67 ·
DOS ·
DWS ·
Feijenoord ·
Go Ahead ·
Haarlem ·
Holland Sport ·
GVAV ·
MVV ·
NAC ·
N.E.C. ·
PSV ·
Sparta ·
SVV ·
Telstar ·
FC Twente '65